# TAAG Angola Airlines
TAAG Linhas Aéreas de Angola, també coneguda com a TAAG Angola Airlines, és l'aerolínia estatal d'Angola. Originalment, TAAG és l'acrònim de Transportes Aéreos Angolanos. L'aerolínia té la seva base a Luanda, al Aeroport Internacional Quatro de Fevereiro. Explota 17 vols de cabotatge dins d'Angola i a Àfrica, com també 25 vols internacionals a Europa, Brasil, Cuba, Xina i Portugal. Actualment és membre tant de l'Associació Internacional del Transport Aeri i de l'Associació d'Aerolínies Africanes.

## Història
L'empresa es va fundar a 1938 sota el nom de DTA-Divisão dos Transportes Aéreos, aquesta era una divisió de la Direcção dos Serviços de Portos, Caminhos de Ferro e Transportes de Angola. Va començar operacions irregulars en 1940, utilitzant avions com el Dragon Rapide, Klemen i el Leopard Moth. Amb aquests equips es van començar a explotar les rutes aèries tant dins de l'Angola Portuguesa, com cap a altres colònies de Portugal com Moçambic. Després començaria els seus vols internacionals cap a Pointe-Noire (República del Congo).
El 1948 van entrar en servei els Douglas DC-3 i els Junkers Ju 52, amb els quals iniciaria operacions cap Sud-àfrica i Namíbia. En 1962 entrarien en servei els Fokker F-27. El 1973, la companyia va canviar el seu nom a TAAG-Angola Airlines, estant ja en plena guerra d'independència, alguns dels seus equips van ser destruïts o convertits a fins militars. No va ser fins a 1975, després de la independència, que va reprendre operacions amb diversos DC-3 i 2 F-27. Els seus vols de cabotatge cobrien les rutes Luanda-Cabinda, Luanda-Lubango i Luanda-Sumbe. Després de la independència, va ser nomenada línia aèria nacional d'Angola, es van adquirir dos Ilyushin Il-62 junt amb altres jets occidentals com els Boeing 737 i els Boeing 707, els quals van arribar a la fi dels anys 1970 i principis dels anys 1980. Els avions Fokker F-27 es van limitar a cobrir les rutes domèstiques.
El govern angolès va augmentar les rutes nacionals i internacionals. L'aerolínia va adquirir dos Boeing 707 i un Lockheed L-1011 TriStar en els anus 1990, tots eren llogats a TAP Portugal.
TAAG tenia vols cap a 6 països africans, com també tenia rutes cap a Lisboa, París, Madrid, Roma i Moscou.
En 1997, TAAG va comprar un Boeing 747-300 Combi a Singapore Airlines, amb l'objectiu d'expandir-se amb rutes de llarg abast. Van començar a volar cap a l'Havana; aquesta ruta va ser operada alguns anys per transportar polítics cubans i assessors militars. Quan Angola va començar aquests vols, era l'única aerolínia africana que volava a l'Aeroport Internacional José Martí de l'Havana (Cuba).
En 2007, l'aerolínia va ordenar tres 777-200ER i quatre 737-700, amb la intenció de reemplaçar els seus ja vells 747-300 i 737-300. L'ordre es va completar en 2006, quan dues 777-200ER i tres 737-700 van ser lliurats a l'Aeroport Internacional Quatro de Fevereiro al personal de l'aerolínia. Els nous equips van ser incorporats sense retirar encara els antics. Els 777 van ser posats en servei immediatament cap a Lisboa, Johanesburg i París. Ja que el 777 no podia creuar l'Oceà Atlàntic a causa de les limitacions ETOPS, van seguir volant a Brasil amb el 747-300.
Al juliol de 2007, l'aerolínia va ser afegida a la llista negra de prohibicions d'explotació de l'espai aeri de la Unió Europea. Des del 14 de juliol de 2009, TAAG pot volar inicialment solament a Lisboa, des del 30 de març de 2010, a tots els aeroports en espai aeri europeu, però només amb els seus tres Boeing 777-200ER i quatre Boeing 737-700.
Al novembre de 2008, TAAG va ser posada en la llista d'aerolínies que tenien prohibit volar als Estats Units, pel seu deficient manteniment. Això va ser revocat el 29 de maig de 2009, quan l'aerolínia va passar totes les inspeccions de la IATA.
A l'octubre de 2009, TAAG va començar a volar amb un 777 cap a Rio de Janeiro i São Paulo després de rebre les certificacions ETOPS necessàries.
Per a gener de 2011, van ser acusats novament d'un mal manteniment de les seves aeronaus, després de diversos incidents amb la seva flota de 777. D'igual manera, l'aerolínia va seguir operant després d'una inspecció de la IATA a Luanda.
TAAG va rebre el seu primer 777-300ER al juny de 2011, el qual va ser batejat Sagrada Esperança. TAAG espera que amb els altres dos 777-300, puguin complir les rutes cap a l'Havana, Caracas, Dubai i Brasil. Aquests nous avions van reemplaçar al vell 747-300, el qual va ser retirat al febrer de 2011.

## Afers corporatius

### Seu

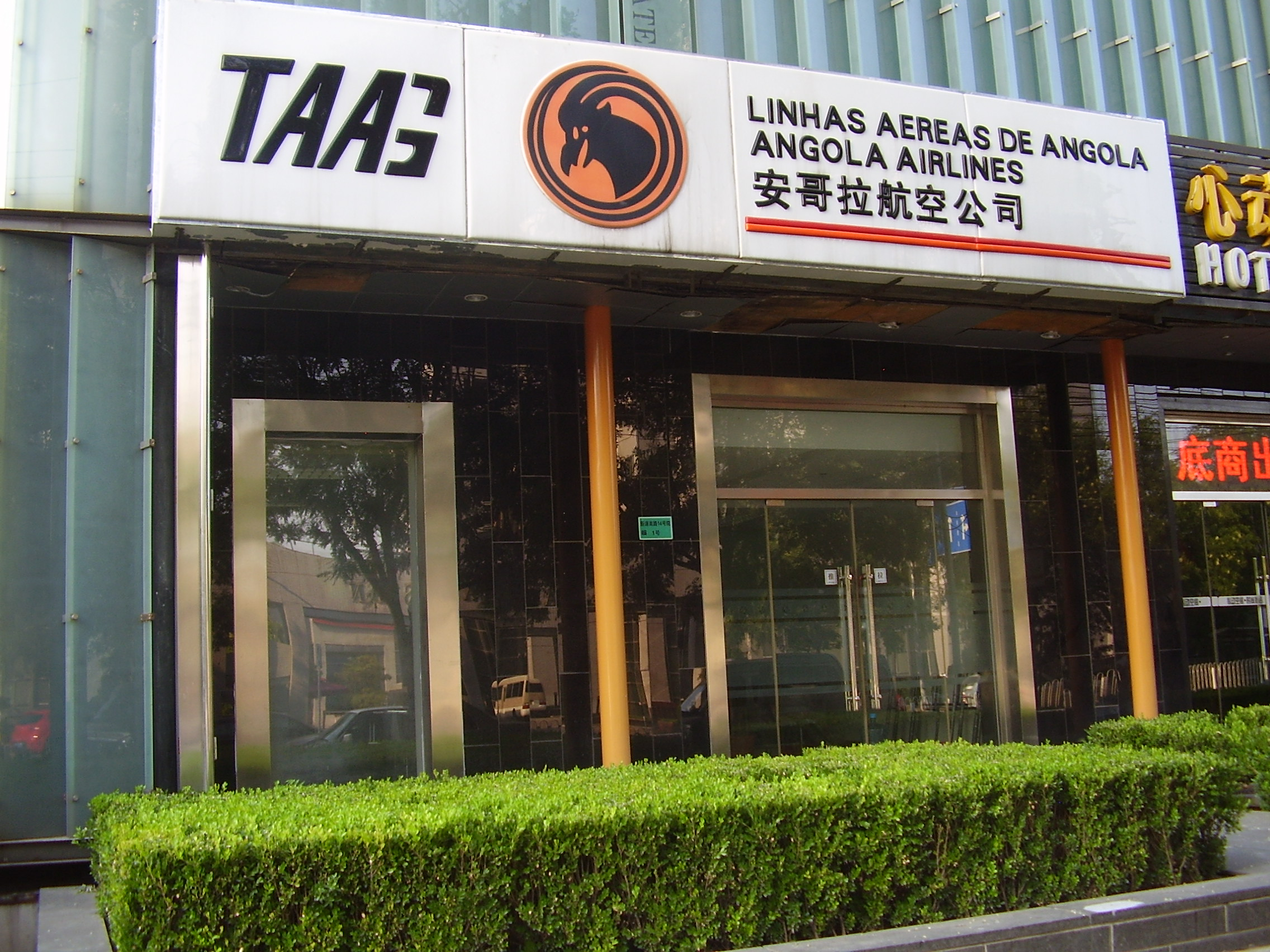
Oficines de TAAG a Pequín

TAAG té la seu corporativa a Luanda, Angola. L'aerolínia també té oficines a Àfrica, Àsia, Europa, i Nord i Sud-amèrica, i va obrir una oficina al districte de Chaoyang, Pequín, en 2010.

### Propietat i estructura
Originalment creada dins d'un departament governamental, TAAG Angola Airlines segueix sent 100% propietat del govern d'Angola. El març de 2017, Peter Hill en fou nomenat president i cap executiu. Hill es va unir a TAAG l'octubre de 2015. Anteriorment havia estat CEO a Oman Air i SriLankan Airlines. TAAG és l'únic propietari d'Angola Air Charter, també amb base a in Luanda, que duu a terme vols de càrrega a Àfrica.

### Tendències comercials
Els informes anuals de l'aerolínia no són publicats. En absència d'aquests, les principals fonts de tendències són informacions de la premsa, i informes de la indústria de la mida de la flota; fins i tot aquestes són només indicatius, ja que no sempre és clar si les aeronaus registrades estan en realitat en servei:
|                                   | 2008   | 2009   | 2010   | 2011          | 2012          | 2013   | 2014   | 2015   | 2016   |
| --------------------------------- | ------ | ------ | ------ | ------------- | ------------- | ------ | ------ | ------ | ------ |
| Volum de negoci (US$ m)           |        | 585    |        | 530           | 650           |        | 700    |        |        |
| Benefici (US$ m)                  | −70    | −72    |        |               |               |        | −99    | −140   | −5     |
| Nombre d'empleats                 |        |        |        |               | 3,281         | 3,589  |        |        |        |
| Nombre de passatgers (m)          |        |        | 1.1    | 0.8           | 1.1           | 1.3    |        |        |        |
| Nombre d'aparells (a final d'any) | 14     | 11     | 11     | 12            | 12            | 11     | 14     |        |        |
| Notes/fonts                       | [ 14 ] | [ 15 ] | [ 15 ] | [ 16 ] [ 17 ] | [ 15 ] [ 18 ] | [ 19 ] | [ 20 ] | [ 21 ] | [ 12 ] |

## Flota

### Flota actual
La flota TAAG consisteix dels següents aparells (agost de 2016):
| Aparells         | Total | Ordres | Passatgers | Passatgers | Passatgers | Passatgers | Notes |
| Aparells         | Total | Ordres | F          | C          | Y          | Total      | Notes |
| ---------------- | ----- | ------ | ---------- | ---------- | ---------- | ---------- | ----- |
| Boeing 737-700   | 4     | —      | —          | 12         | 108        | 120        |       |
| Boeing 737-700QC | 1     | —      | ?          | ?          | ?          | ?          |       |
| Boeing 777-200ER | 3     | —      | 14         | 51         | 170        | 235        |       |
| Boeing 777-300ER | 4     | —      | 12         | 56         | 225        | 293        |       |
| Total            | 12    | —      |            |            |            |            |       |

### Flota històrica

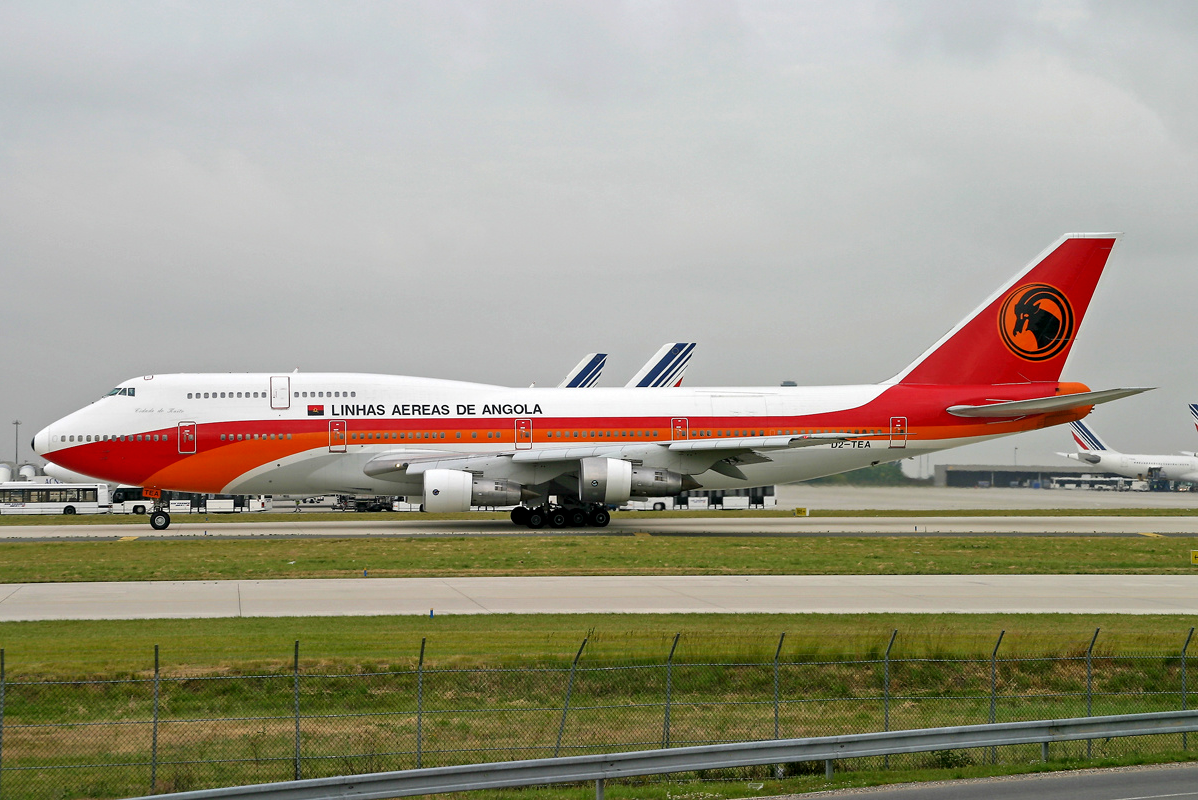
Un Boeing 747-300M de TAAG Angola Airlines a l'Aeroport Charles de Gaulle en 2005.

L'empresa havia operat prèviament amb els següents aparells:
- Airbus A340-300
- Antonov An-26
- Boeing 707-320B
- Boeing 707-320C
- Boeing 727-100C
- Boeing 737-200 Advanced[27]
- Boeing 737-200C[27]
- Boeing 747-300
- Boeing 747-300 Combi
- Boeing 747-400
- Caravelle[28]
- Douglas C-47A
- Douglas DC-8-30
- Douglas DC-8-50
- Fokker 50
- Fokker F27-100
- Fokker F27-200
- Fokker F27-400
- Fokker F27-500
- Fokker F27-600
- Ilyushin Il-62M
- Lockheed L-100-20
- Lockheed L-100-30
- Lockheed L-1011-500
- Yakovlev Yak-40FG

## Accidents i incidents

### Accidents amb víctimes mortals
- 29 novembre 1982: Un Antonov 26, matrícula D2-TAB, que operava un servei no regular de passatgers, volava en terreny muntanyós i es va estavellar. Els 15 ocupants de l'aeronau van morir en l'accident.[29][30]
- 14 abril 1997: Un Fokker F-27-600, matrícula D2-TFP, operant un servei de càrrega Brazzaville–Luanda, va tenir un accident en enlairar-se a la pista de l'aeroport de Maya-Maya i va lliscar fins al final de al pista, es va trencar en dos i esclatà en flames.[31][32]:40
- 28 juny 2007: Un Boeing 737–200 es va estavellar al nord d'Angola. L'agència de notícies portuguesa Lusa va dir que l'aparell s'havia enlairat a Luanda, i estava tractant d'aterrar a Mbanza Kongo a la província del Zaire, que es troba al nord d'Angola, prop de la frontera amb la República Democràtica del Congo. Almenys cinc persones han mort i 66 han resultat ferides. Entre els morts en l'accident hi havia l'administrador municipal de Mbanza-Kongo i un sacerdot catòlic d'Itàlia.[33] L'aeroport portava 78 passatgers quan es va estavellar a les 12.30 GMT. L'agència va dir que l'aeronau va perdre el control en l'aterratge i es va estavellar contra un edifici, destruint-lo. El director d'Aeroportos de Angola (les autoritats de l'aeroport d'Angola) va dir a la ràdio nacional que el pilot havia perdut la pista per raons desconegudes en intentar un aterratge d'emergència. Segons fonts de l'aviació a Luanda, l'aeronau aparentment va punxar dos pneumàtics en l'aterratge, causant que una ala toquès la pista. Després, l'aeronau restar fora de control i va xocar contra l'edifici.[34] Els informes periodístics inicials indiquen que l'aparell va aterrar a mig camí al llarg de la pista a l'intentar aterrar a Mbanza-Kongo.[35][36][37]

### Incidents amb víctimes mortals
- 8 juny 1980: Un Yakovlev Yak-40K, matrícula D2-TYC, va ser derrocat per un MiG-19 vora Matala, Angola. Es va informar de 19 morts.[38][39]
- 16 maig 1981: Un Lockheed L-100-20 Hercules, matrícula D2-EAS, que operava un servei de càrrega, va ser enderrocat per un míssil en l'aproximació a l'aeroport de Menongue. Els quatre ocupants de l'aeronau van morir en l'incident.[40]
- 8 novembre 1983: Un Boeing 737-2M2, matrícula D2-TBN, s'estavellà immediatament després de l'enlairament a l'aeroport de Lubango amb destinació a l'Aeroport Internacional Quatro de Fevereiro; els 130 ocupants de l'aeronau, dels quals 126 eren passatgers, van morir. Els guerrillers d'UNITA van afirmar haver derrocat l'avió.[41][42]

### Incidents sense víctimes mortals
- 26 desembre 2002: Un Boeing 737-2M2, matrícula D2-TDB, que s'havia enlairat de l'Aeroport Internacional Windhoek Hosea Kutako amb destinació a Luanda operant Flight 572, es va involucrar en una col·lisió a l'aire sobre l'espai aeri de Namíbia amb un Cessna 404, matrícula V5-WAA, enlairat de l'aeroport de Windhoek Eros. La col·lisió es va produir a uns 28 km al nord de l'aeroport Hosea Kutako. El Boeing va patir danys menors a una de les seves ales, però va continuar el seu vol a Luanda; el pilot del Cessna, únic ocupant de l'aeronau, va aconseguir aterrar de manera segura tot i el mal que va patir en l'incident. Tots els ocupants de tots dos avions van resultar il·lesos.[43][44]

### Víctimes no fatals
- 15 maig 1979: Un Lockheed L-100-20 Hercules, matrícula D2-FAF, es va estavellar a l'Aeroport Internacional de São Tomé.[45]
- 4 novembre 1980: Un Boeing 737-2M2C, matrícula D2-TAA, que va aterrar fora de la pista a l'aeroport de Benguela, va lliscar uns 900 m després del col·lapse de la marxa; es va produir un incendi a la banda dreta, però no hi va haver víctimes. L'avió es va incendiar durant les operacions de recuperació el 10 de novembre, i va ser cancel·lat.[46][47]
- 9 febrer 1984: Un Boeing 737-2M2, matrícula D2-TBV, que sortia de l'Aeroport Albano Machado en un servei regular de passatgers, va patir problemes hidràulics després d'una explosió a la part posterior de l'aeronau i va tornar a l'aeroport de partida per a un aterratge d'emergència. L'avió va aterrar ràpid i va sortir de la pista.[48]
- 8 gener 1988: Un Yakovlev Yak-40K, matrícula D2-TYD, va sortir de la pista en aterrar a l'aeroport Quatro de Fevereiro.[49]
- 8 febrer 1988: Un Boeing 707-349C, matrícula D2-TOI, tenia les seves línies hidràuliques i de control trencades després que va colpejar una antena acostant-se a l'Aeroport Quatro de Fevereiro; es va ensorrar el tren d'aterratge quan va sortir de la pista.[50]
- 20 febrer 1992: Un Boeing 707-349C, matrícula D2-TOJ, experimentà una errada en el tren d'aterratge durant el rodatge a l'Aeroport Internacional Quatro de Fevereiro Airport[51][52]

## Lista de destins
| País                      | Ciutat         | Aeroport                                        | Notes     | Refs          |
| ------------------------- | -------------- | ----------------------------------------------- | --------- | ------------- |
| Angola                    | Benguela       | Aeroport de Benguela                            | Tancat    | [ 53 ]        |
| Angola                    | Cabinda        | Aeroport de Cabinda                             | —         |               |
| Angola                    | Catumbela      | Aeroport de Catumbela                           | —         |               |
| Angola                    | Dundo          | Aeroport de Dundo                               | Tancat    | [ 53 ]        |
| Angola                    | Huambo         | Aeroport Albano Machado                         | —         |               |
| Angola                    | Kuito          | Aeroport de Kuito                               | —         |               |
| Angola                    | Luanda         | Aeroport Internacional Quatro de Fevereiro      | Hub       |               |
| Angola                    | Lubango        | Aeroport de Lubango                             | —         |               |
| Angola                    | Luena          | Aeroport de Luena                               | —         |               |
| Angola                    | Malanje        | Aeroport de Malanje                             | Tancat    |               |
| Angola                    | Menongue       | Aeroport de Menongue                            | —         |               |
| Angola                    | Namibe         | Aeroport de Namibe                              | —         |               |
| Angola                    | Ondjiva        | Aeroport d'Ondjiva Pereira                      | —         |               |
| Angola                    | Saurimo        | Aeroport de Saurimo                             | —         |               |
| Angola                    | Soyo           | Aeroport de Soyo                                | —         |               |
| Brasil                    | Rio de Janeiro | Aeroport Internacional Rio de Janeiro-Galeão    | —         |               |
| Brasil                    | São Paulo      | Aeroport Internacional São Paulo–Guarulhos      | —         |               |
| Cambodja                  | Douala         | Douala International Airport                    | Tancat    | [ 54 ]        |
| Cap Verd                  | Sal            | Aeroport Internacional Amílcar Cabral           | Tancat    | [ 55 ]        |
| Cap Verd                  | Praia          | Aeroport Internacional de Praia                 | Suspès    | [ 56 ]        |
| República Centre Africana | Bangui         | Aeroport Internacional Bangui M'Poko            | Tancat    | [ 54 ]        |
| Cuba                      | L'Havana       | Aeroport Internacional José Martí               | —         |               |
| R.D. del Congo            | Kinshasa       | Aeroport de N'djili                             | —         |               |
| França                    | París          | Aeroport Charles de Gaulle                      | Tancat    | [ 53 ]        |
| Alemanya                  | Berlín         | Aeroport de Berlin Schönefeld                   | Tancat    | [ 55 ]        |
| Guinea Bissau             | Bissau         | Aeroport Internacional Osvaldo Vieira           | Tancat    |               |
| Itàlia                    | Roma           | Aeroport Leonardo da Vinci-Fiumicino            | Tancat    | [ 55 ]        |
| Moçambic                  | Maputo         | Aeroport Internacional de Maputo                | —         | [ 57 ] [ 58 ] |
| Namíbia                   | Windhoek       | Aeroport Internacional de Windhoek Hosea Kutako | —         |               |
| R.P. de la Xina           | Pequín         | Aeroport Internacional Beijing Capita           | —         |               |
| Portugal                  | Lisboa         | Aeroport de Lisboa Portela                      | —         |               |
| Portugal                  | Porto          | Aerport Francisco de Sá Carneiro                | —         |               |
| Rep. del Congo            | Brazzaville    | Aeroport de Maya-Maya                           | Tancat    |               |
| Rep. del Congo            | Pointe-Noire   | Aeroport de Pointe Noire                        | Tancat    | [ 53 ]        |
| Rússia                    | Moscou         | Aeroport Internacional Sheremetyevo             | Tancat    | [ 55 ]        |
| Sud-àfrica                | Ciutat del Cap | Aeroport Internacional de Ciutat del Cap        | —         |               |
| Sud-àfrica                | Johannesburg   | Aeroport Internacional OR Tambo                 | —         |               |
| São Tomé i Príncipe       | São Tomé       | Aeroport Internacional de São Tomé              | Suspended | [ 56 ]        |
| Emirats Àrabs Units       | Dubai          | Aeroport Internacional de Dubai                 | Tancat    | [ 21 ]        |
| Zàmbia                    | Lusaka         | Aeroport Internacional de Lusaka                | —         |               |
| Zimbàbue                  | Harare         | Aeroport Internacional de Harare                | —         |               |

L'octubre de 2014 TAAG Angola Airlines servia 31 destinacions, incloses 13 domèstiques, 11 a Àfrica, tres a Amèrica Llatina, dos a Europa Schengen, i tres a l'Orient Mitjà i Àsia-Pacífic.

### Acords de codi compartit
TAAG Angola Airlines té codi compartit amb les següents aerolínies:
- Air France
- British Airways
- Brussels Airlines
- Kenya Airways
- KLM
- Linhas Aéreas de Moçambique
- Lufthansa
- Royal Air Maroc[60]